# ウツボカズラの夢
『ウツボカズラの夢』（ウツボカズラのゆめ）は、乃南アサによる日本の小説。『小説推理』にて2006年6月号から2007年9月号まで連載された。
2017年にテレビドラマ化されフジテレビ系で放送された。（東海テレビ制作）

## あらすじ
「素直に真っ直ぐ生きていれば誰かが絶対に助けてくれる」「この世界って、そんなに単純なんだっけ?」
高校3年の1年間を闘病する母のため家事に費やした斉藤未芙由は、進学先は勿論、就職先にも事欠いていた。父と出産した若い後妻に家から放り出された未芙由は亡き母の従妹である鹿島田尚子の嫁家に身を寄せる。
都心に近い裕福な鹿島田家は、二世帯住宅で母屋には夫に先立たれ園芸に勤しむ尚子の姑久子が、別棟には総務省から出向中のエリート雄太郎を家長とし、ボランティアに励む妻の尚子、大学が忙しい長男隆平、留学を前にした長女美緒らが住まい優雅に暮らしているかに見えた。

## 書誌情報
- 単行本：2008年3月18日、双葉社、ISBN 978-4-575-23609-5
- 文庫本：2011年6月16日、双葉文庫、ISBN 978-4-575-51436-0

## テレビドラマ
2017年8月5日から9月30日まで東海テレビ制作・フジテレビ系「オトナの土ドラ」枠で毎週土曜日23時40分 - 翌0時35分に放送された。主演は志田未来。

### キャスト
斉藤 未芙由
演 - 志田未来
幸恵と幸司の娘。母の死後、3万円だけ渡されて家を追い出されて鹿島田家に身を寄せる。

#### 斉藤家
斉藤 幸恵
演 - 芳本美代子
未芙由の亡くなった母。
斉藤 幸司
演 - 春田純一
未芙由の父。幸恵を家政婦程度にしか思っておらず闘病中から不倫。
斉藤 昇太
演 - 小林透弥
未芙由の弟で幸恵の息子。幼く後妻・はるかにすぐ懐く。
斉藤 はるか
演 - 玄理
幸司の後妻。幸恵の闘病中から幸司の愛人で幸恵の死後、結婚し幸司との娘を出産。

#### 鹿島田家
鹿島田 尚子
演 - 大塚寧々
幸恵の従妹。長野の祖母宅に滞在中、幸恵と姉妹のように過ごす。世間知らずで生粋のお嬢様育ち。
鹿島田 雄太郎
演 - 羽場裕一
尚子の夫。総務省出向団体職員。家計を管理しており尚子に必要以上の金を渡さない。杏子は愛人。
鹿島田 隆平
演 - 上杉柊平
美緒の兄。家族を冷めた目で客観視している。
鹿島田 美緒
演 - 川島鈴遥
隆平の妹。知也とは幼馴染。放任する両親に不満があり干渉しあわない家族に異常を感じている。
鹿島田 久子
演 - 松原智恵子
雄太郎の母。二世帯住宅の母屋に暮らす。タイトルのウツボカズラを育てている。

#### 福本家
福本 仁美
演 - 国生さゆり
知也と美緒が幼稚園の頃からの尚子のママ友でボランティア仲間。夫との関係が破綻している。
福本 知也
演 - 前田旺志郎
仁美の息子。フェンシング部所属だが部費が払えず悩んでいる。

#### その他
柿崎
演 - 大和孔太
未芙由の高校時代のバドミントン部の先輩。実家の酒屋を手伝っている。
鶴岡 杏子
演 - 真木恵未
雄太郎と愛人関係。勤務先も雄太郎に面倒を見てもらっている。
秀幸
演 - 鶴田亮介
杏子の彼氏。司法浪人中のヒモ。
高野 怜美
演 - 梶原ひかり
吉岡 啓介
演 - 松本利夫
NPO法人代表。尚子のボランティア主催者。
店長
演 - テット・ワダ
未芙由のバイト先の高級ブティックの店長。　

### スタッフ
- 原作 - 乃南アサ『ウツボカズラの夢』（双葉文庫刊）
- 脚本 - 藤井清美、中村由加里
- 音楽 - 木村秀彬
- 主題歌 - SPYAIR「MIDNIGHT」（ソニー・ミュージックレコーズ）[3]
- 企画 - 横田誠（東海テレビ）
- 監督 - 金子与志一、石川勝己、安食大輔
- プロデュース  松本圭右（東海テレビ）、竹内絵唱（松竹）
- 制作著作 - 松竹株式会社
- 制作 - 東海テレビ

### 放送日程
| 各話   | 放送日  | サブタイトル       | ラテ欄                                                    | 脚本       | 監督       |
| ------ | ------- | ------------------ | --------------------------------------------------------- | ---------- | ---------- |
| 第1話  | 8月05日 | 萌芽、孤独な少女   | 私は幸せになりたい 萌芽… 孤独な少女が食虫植物女に変わる!? | 藤井清美   | 金子与志一 |
| 第2話  | 8月12日 | 生長、少女の変貌   | 世の中やはりお金… 食虫植物女の決断とは 少女の変貌… 生長   | 藤井清美   | 金子与志一 |
| 第3話  | 8月19日 | 捕虫、少女の思惑   | 捕虫… 少女の思惑が家族を飲み込んでいく 食虫植物女は誰…!?  | 中村由加里 | 石川勝己   |
| 第4話  | 8月26日 | 天敵、敗北の少女   | 天敵…少女の敗北? もう1人の食虫植物女 勝つのは夢か欲望か   | 藤井清美   | 石川勝己   |
| 第5話  | 9月02日 | 休眠、少女の変化   | 休眠… そして覚醒!? 傷ついた食虫植物少女が見つけた答えとは | 藤井清美   | 金子与志一 |
| 第6話  | 9月17日 | 播種、種まく少女   | 食虫植物少女の逆襲 そして全てが狂い出す… 鹿島田家、崩壊!? | 藤井清美   | 安食大輔   |
| 第7話  | 9月23日 | 間引き、進撃の少女 | 間引き… 少女の賭け 家族が淘汰されていく 最後に残るのは誰? | 中村由加里 | 石川勝己   |
| 最終話 | 9月30日 | 開花、彼女の幸せ   | 対決… 食虫植物少女が最後に見る夢は                        | 藤井清美   | 金子与志一 |

- 第6話は、前夜（16日）の『土曜プレミアム』放送のため20分繰り下げ、0時 - 0時55分に放送された（日曜放送）｡
- 9月9日は『FNS27時間テレビ にほんのれきし』放送のため休止。
- 志田未来と梶原ひかりは『女王の教室』でも共演している。